# استرور
استرور (به لاتین: Struer) یک شهرک در دانمارک است که در Struer Municipality واقع شده‌است. استرور ۷٫۲ کیلومتر مربع مساحت و ۱۰٬۳۰۳ نفر جمعیت دارد.